# Yoshua Shing
Yoshua Shing (* 20. Juni 1993 in Port Vila) ist ein vanuatuanischer Tischtennisspieler. Er nahm an den Olympischen Spielen 2012 und 2016 teil und war beim letzteren Event auch Fahnenträger für sein Land.

## Werdegang
2006 trat er der Vanuatu-Tischtennisnationalmannschaft bei und nahm an den Commonwealth Games teil, wo er mit der Mannschaft den 25. Platz belegte. 
Seinen ersten großen Erfolg auf internationaler Ebene für Erwachsene erzielte er in der Saison 2007/08, als er an den Südpazifik-Spielen in Apia teilnahm und Bronze im Mixed gewann. Im Jahr 2010 spielte er erneut bei den Commonwealth Games in Delhi, schied aber in allen Wettbewerben früh aus. Dank einer Reihe erfolgreicher Auftritte erhielt er das Recht, die Ehre des Landes bei den Olympischen Spielen 2012 zu verteidigen. Bereits beim Start der Herren-Einzel wurde er vom Kubaner Andy Pereira besiegt. 
Insgesamt holte er zweimal eine Medaille beim Oceania Cup und sicherte sich mehrere Medaillengewinne bei den Ozeanischen Meisterschaften.

## Turnierergebnisse
| Verband | Veranstaltung              | Jahr | Ort            | Land | Einzel        | Doppel        | Mixed         | Team       |
| ------- | -------------------------- | ---- | -------------- | ---- | ------------- | ------------- | ------------- | ---------- |
| VUT     | Olympische Spiele          | 2016 | Rio de Janeiro | BRA  | letzte 32     |               |               |            |
| VUT     | Olympische Spiele          | 2012 | London         | ENG  | letzte 32     |               |               |            |
| VUT     | Ozeanische Meisterschaften | 2018 | Gold Coast     | AUS  | letzte 16     | Viertelfinale | Viertelfinale | Halbfinale |
| VUT     | Ozeanische Meisterschaften | 2016 | Bendigo        | AUS  | Halbfinale    | Gold          | Viertelfinale | Halbfinale |
| VUT     | Ozeanische Meisterschaften | 2008 | Papeete        | PYF  | letzte 16     |               |               |            |
| VUT     | Ozeanische Meisterschaften | 2006 | Geelong        | AUS  |               |               | letzte 32     |            |
| VUT     | Oceania Cup                | 2019 | Bora Bora      | PYF  | Viertelfinale |               |               |            |
| VUT     | Oceania Cup                | 2018 | Port Vila      | VUT  | Viertelfinale |               |               |            |
| VUT     | Oceania Cup                | 2017 | Suva           | FJI  | 3. Platz      |               |               |            |
| VUT     | Oceania Cup                | 2016 | Melbourne      | AUS  | Viertelfinale |               |               |            |
| VUT     | Oceania Cup                | 2015 | Bendigo        | AUS  | Viertelfinale |               |               |            |
| VUT     | Oceania Cup                | 2013 | Bendigo        | AUS  | Silber        |               |               |            |
| VUT     | Commonwealth Games         | 2014 | Glasgow        | SCO  | Qual.         | letzte 32     | letzte 64     | 19         |
| VUT     | Commonwealth Games         | 2010 | Delhi          | IND  | Qual.         | letzte 32     | letzte 64     | 25         |
| VUT     | Commonwealth Games         | 2006 | Melbourne      | AUS  | Qual.         |               |               | 25         |
| VUT     | World Tour                 | 2016 | Melbourne      | AUS  | Qual.         | letzte 16     |               |            |
| VUT     | World Tour                 | 2015 | Stockholm      | SWE  | Qual.         |               |               |            |